# 秦汾
秦 汾（しん ふん）は中華民国（台湾）の教育者・政治家・実業家・数学者・天文学者。字は景陽。

## 事績
省立天津北洋大学を卒業した後にアメリカへ留学し、ハーバード大学で修士学位を取得した。その後もイギリス、ドイツに留学し、1910年（宣統2年）に帰国した。翌年、辛亥革命が勃発すると、秦汾も革命派の一員に加わり、嘉定軍政分府参謀となった。
中華民国建国後は教育界へ進み、上海浦東中学校長、南京江南高等学堂教務長、公立上海南洋公学堂教授、国立北京大学教授を歴任した。1920年（民国9年）2月、北京政府で教育部参事を兼任し、4月には同部専門教育司司長に昇進している。1925年（民国14年）、東北文化事業上海分委員会委員に推薦された。1926年（民国15年）、中華教育基金委員会委員に任命され、同年12月には教育部次長代理、さらに北京大学理学院院長代理も兼任している。
1928年（民国17年）から秦汾は国民政府に転じ、教育部普通教育司司長に任命された。その後宋子文の知遇を得た秦は、1930年（民国19年）2月、それまでの経歴とは全く畑違いとなる財政部に異動し、同部会計司司長に起用されている。翌年3月、主計処主計官に任命された。1933年（民国22年）9月、黄河水災救済委員会常務委員となり、11月には全国経済委員会秘書長、12月には財政部常務次長と歴任している。1935年（民国24年）には、交通部郵政儲金匯業総局監察委員、全国経済委員会合作事業委員会常務委員、中国紡績股份有限公司董事長などを歴任した。
日中戦争（抗日戦争）勃発後の1938年（民国27年）1月、政府機関の簡素化のために実業部と農鉱部が合併して新たに経済部が設立されると、秦汾は同部政務次長に就任、戦時体制下の経済政策立案に取り組んだ。1941年（民国30年）9月には、行政院水利委員会常務委員となる。戦後の1947年（民国36年）12月には、行政院賠償委員会副主任委員を務めた。国共内戦後はまず香港に逃れ、1951年（民国40年）に台湾に移っている。台湾では、中華紡績公司、中華建築公司などの企業を運営した。
1973年（民国62年）、台湾にて病没。享年92。数学・天文学への造詣が深く、『三角学』、『新中学代数学教科書』、『天文学之算術』などの著書を遺している。